# Ipomoea electrina
Ipomoea electrina ist eine Pflanzenart aus der Gattung der Prunkwinden (Ipomoea) aus der Familie der Windengewächse (Convolvulaceae). Die Art ist in Mexiko verbreitet.

## Beschreibung
Ipomoea electrina ist eine ausdauernde, krautige Pflanze, deren Basis verholzt. Die Stängel können eine Länge von zwei bis drei Metern erreichen, sie sind dicht oder spärlich behaart. Die eiförmigen Laubblätter haben eine Länge von 4 bis 9 cm und eine Breite von 2,5 bis 7 cm. Die Blattoberseite ist fein behaart, die Basis ist herzförmig, die Spitze zugespitzt.
Die Blütenstände sind dichasiale Zymen aus drei bis 18 Blüten. Die Blütenstiele sind 1,5 bis 4 (selten bis 10) cm lang und ähnlich den Laubblättern behaart. Die Kelchblätter sind ungleich lang, die äußeren haben eine Länge von 5 bis 6 mm und sind nach vorn spitz, die inneren sind 6,6 bis 8,5 mm lang und abgerundet. Sie sind lederig und oft zumindest an der Basis warzig. Die Krone hat einen Durchmesser von 5 bis 6,5 cm, sie ist gelb oder orange-golden gefärbt und tellerförmig. Die Kronröhre hat eine Größe von 3,5 bis 4 × 4 bis 6 mm. Der Kronsaum ist mit fünf linealischen Kronlappen besetzt und hat eine Länge von 1,5 bis 2,3 mm. Die Staubblätter stehen mehr als 5 mm über die Krone hinaus.
Früchte wurden nur unreif beobachtet, es sind konische, zweikammerige, vierklappige Kapseln, die dunkelbraune, mit langen, braunen Trichomen besetzte Samen beinhalten.

## Vorkommen und Standorte
Die Art kommt endemisch in Mexiko vor und wächst dort in Höhenlagen zwischen 700 und 2100 m in mittelwarmen und mitteltrockenen Kiefernwäldern sowie Eichen- und anderen laubabwerfenden Wäldern.

## Systematik und Botanische Geschichte
Innerhalb der Gattung der Prunkwinden (Ipomoea) ist Ipomoea electrina in der Sektion Eriospermum eingeordnet und steht dort der Art Ipomoea conzattii nahe.
Die Art wurde 1908 von Homer D. House als Exogonium luteum erstbeschrieben. Die Gattung Exogonium, die traditionell nahe den Prunkwinden (Ipomoea) geführt wurde, wird jedoch in aktuellen Systematiken nicht mehr anerkannt und als Teil der Prunkwinden gesehen. Da bereits 1879 durch William Botting Hemsley eine andere Art als Ipomoea lutea beschrieben wurde, konnte dieser Name bei der Eingliederung der Exogonium in die Gattung der Prunkwinden nicht mehr benutzt werden.
Nachdem ab 1978 zunächst einige ungültige Namen für die Art veröffentlicht wurden, wählten Daniel F. Austin und J. Andrew McDonald 2002 den Namen Ipomoea electrina, dessen Epitheton sich von den bernsteinfarbenen Kronen der Art ableitet.